# Григорович, Юрий Николаевич
Ю́рий Никола́евич Григоро́вич (2 января 1927, Ленинград — 19 мая 2025, Москва) — советский и российский хореограф, балетмейстер, артист балета, педагог, публицист. Герой Социалистического Труда (1986), народный артист СССР (1973), лауреат Ленинской премии (1970), двух Государственных премий СССР (1977, 1985), Государственной премии РФ (2017) и двух премий Правительства РФ (2002, 2011). Кавалер ордена Святого апостола Андрея Первозванного (2017), орденов «За заслуги перед Отечеством» I, II, III степеней и двух орденов Ленина (1976, 1986).
В 1947—1957 годах — солист Ленинградского театра оперы и балета имени Кирова, в 1961—1964 годах — балетмейстер этого театра. Главный балетмейстер Большого театра в 1964—1995 годах, с 2008 года — его штатный хореограф.
Один из самых выдающихся хореографов XX века. Автор восьми оригинальных балетов, созданных в сотрудничестве с художником Симоном Вирсаладзе, а также редакций практически всех классических балетов, составляющих основу репертуара Большого театра.

## Биография
Родился в Ленинграде 2 января 1927 года. По инициативе матери и артиста Александра Орлова в десятилетнем возрасте был отдан в Ленинградское хореографическое училище. С началом войны училище эвакуировали в Кострому, затем в Молотов (в 1942 году на сцене Молотовского театра оперы и балета участвовал в премьерной постановке балета Арама Хачатуряна «Гаянэ»). В Ленинград вернулся в июне 1944 года. В 1946 году окончил училище по классу педагогов Бориса Шаврова и Алексея Писарева и был принят в кордебалет Ленинградского театра оперы и балета имени С. М. Кирова, где выдвинулся как гротесковый танцовщик в партиях Половчанина («Князь Игорь»), Нурали («Бахчисарайский фонтан»), Шурале («Шурале»), был первым исполнителем партии Дона Карлоса в балете Леонида Якобсона «Каменный гость» (1946).
Одновременно с артистической карьерой начал ставить в балетной студии ленинградского Дворца культуры имени А. М. Горького. Его первыми балетами были «Аистёнок» Д. Л. Клебанова, «Семеро братьев» на музыку А. Е. Варламова (1948), «Славянские танцы» на музыку А. Дворжака (1947). В Театре оперы и балета имени С. М. Кирова сначала ставил танцы в операх, в 1957 году ему доверили сделать полномасштабную работу. Балет С. Прокофьева «Каменный цветок» декларировал симбиоз советского драмбалета и до того отвергавшегося балетного симфонизма, тем самым, став поворотным пунктом в развитии хореографического искусства СССР второй половины XX века. С этого спектакля также началось многолетнее творческое сотрудничество балетмейстера с Симоном Вирсаладзе — художником-постановщиком, ответственным за многие художественные и концептуальные решения в постановках Григоровича и позднее, вместе с ним, изменившим эстетику балета Большого театра. В 1961 году в содружестве с Вирсаладзе поставил балет Арифа Меликова «Легенда о любви», ставшим выдающимся событием балетного искусства.
В 1962—1964 годах был балетмейстером Ленинградского театра оперы и балета имени С. М. Кирова. В 1964 году стал главным балетмейстером московского Большого театра (с 1988 года — художественный руководитель балетной труппы), занимал этот пост вплоть до 1995 года.
В 1965 году окончил Государственный институт театрального искусства имени А. В. Луначарского.
Стиль управления Григоровичем балетной труппой Большого театра определяли как авторитарный, его самого нередко называли диктатором. В 1970-е — 1980-е годы главному балетмейстеру пытались противостоять Владимир Васильев и Майя Плисецкая, которые хотели ставить в театре свои спектакли и видели себя в другом репертуаре. Также Григоровича обвиняли в сломе карьеры и преждевременной смерти танцовщика Мариса Лиепы.
В 1991—1994 годах параллельно руководил основанной им труппой «Большой театр — студия Юрия Григоровича». В 1993—1995 годах сотрудничал с балетной труппой Башкирского театра оперы и балета.
В 1995 году после серии скандалов и противостояний покинул Большой театр и начал работать с различными российскими и зарубежными коллективами, осуществляя постановку своих спектаклей. В 1996 году начал сотрудничество с Краснодарским театром балета, поставив сюиту из балета Д. Шостаковича «Золотой век». В 1997 году взял на себя художественное руководство[уточнить] этим новым коллективом; после премьеры своей версии «Лебединого озера» в том же году заявил о своём намерении перенести на краснодарскую сцену все свои работы. Постановки в Краснодаре Григорович осуществляет совместно с дирижёром Александром Лавренюком.

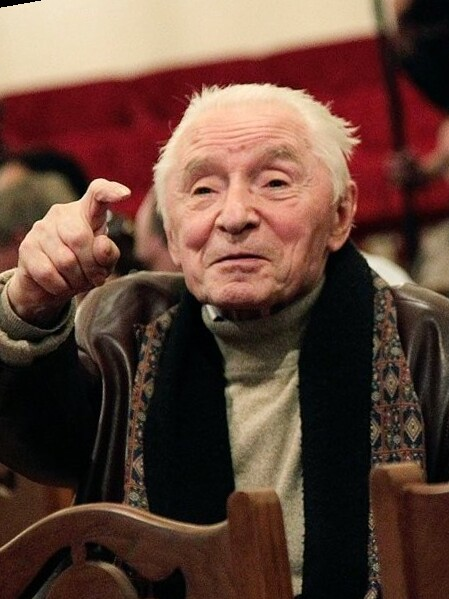
2011 год

В феврале 2001 года балетмейстер вновь начал сотрудничать с Большим театром, с марта 2008 года стал штатным хореографом балетной труппы.

Последние несколько лет жил в санатории «Барвиха».

### Смерть
Скончался в Москве 19 мая 2025 года в возрасте 98 лет от последствий пневмонии. Церемония прощания прошла 23 мая в Главном фойе исторического здания Большого театра. Его тело кремировали. Урну с прахом захоронили 27 мая на Новодевичьем кладбище рядом с супругой, балериной Наталией Бессмертновой.

### Профессиональная и общественная деятельность
- 1974—1988 — профессор балетмейстерского отделения Ленинградской консерватории[7].
- 1975—1985 — президент Комитета танца Международного института театра, затем его почётный президент[7]
- с 1988 — заведующий кафедрой хореографии Московской академии хореографии[7]
- с 1989 — президент Ассоциации деятелей хореографии[7]
- с 1990 — президент фонда «Русский балет»[7]
- с 1992 — президент программы Benois de la Danse, председатель жюри премии[7]
- с 1997 — действительный член Академии гуманитарных наук (академик)
- с 2004 — почётный член Российской академии художеств
- c 2013—2015 член Общественного совета при Министерстве культуры Российской Федерации[13]

Являлся членом Венского музыкального общества и Украинской Академии танца.
Неоднократно возглавлял жюри балетных конкурсов в Варне (Болгария), Финляндии, США, Швейцарии, Японии. Бессменный руководитель жюри:
- Международного конкурса артистов балета в Москве
- Международного конкурса артистов балета имени Сержа Лифаря в Киеве
- Международного юношеского конкурса классического танца «Фуэте Артека»[7].

Участник постановочной группы церемоний открытия и закрытия летних Олимпийских игр 1980 года в Москве.

### Семья
- Отец — Николай Евгеньевич Григорович, служащий[3];
- Мать — Клавдия Альфредовна Григорович (в девичестве — Розай), сестра балетного танцовщика Георгия Альфредовича Розая[2][3];

Мы решили обратиться к балетам Михаила Фокина не только в связи с юбилеем «Русских сезонов» (хотя это и само по себе достаточно весомый повод), но прежде всего потому, что эти спектакли — важнейшая часть нашего культурного наследия. Для меня эти балеты — часть моей личной и театральной биографии. Мой дядя, танцовщик Мариинского театра Георгий Розай, танцевал сольную партию в «Половецких плясках» Фокина — ту самую, которую впоследствии танцевал и я.— Ю. Григорович (цит. по:)
- Дед по матери — Торквато Альфредо Фортунато Розай (родился в 1857 году во Флоренции), смотритель конных заводов, приехал в Россию по приглашению[2];
- Супруга — Наталия Игоревна Бессмертнова (1941—2008), советская балерина, педагог-репетитор.
- Сестра Ирина.
  - Племянник — Николай Алексеевич Каратыгин (род. 1978), доцент Сеченовского университета

## Репертуар
Ленинградский театр оперы и балета имени С. М. Кирова
- 1947 — Николай, «Татьяна» А. Крейна, балетмейстер В. Бурмейстер
- 1948 — Золотой божок, «Баядерка», Л. Минкуса, хореография вставного номера Н. Зубковского
- 1949 — Акробат и Ли Шанфу, «Красный мак» Р. Глиэра, балетмейстер Р. Захаров
- 1949 — Шут, «Медный всадник» Р. Глиэра, балетмейстер Р. Захаров
- 1950 — Шурале, «Шурале» Ф. Яруллина, балетмейстер Л. Якобсон
- 1951 — Половчанин, «Половецкие пляски» в опере А. Бородина «Князь Игорь», хореография М. Фокина
- 1951 — Нурали и Юноша, «Бахчисарайский фонтан» Б. Асафьева, балетмейстер Р. Захаров
- 1951 — Шут, «Ромео и Джульетта» С. Прокофьева, хореография Л. Лавровского
- 1951 — Пан, «Вальпургиева ночь» в опере Ш. Гуно «Фауст», хореография Л. Лавровского
- 1951 — Украинский танец, «Конёк-Горбунок» Ц. Пуни, хореография М. Петипа, А. Горского, редакция Ф. Лопухова
- 1951 — Ганс, «Жизель» А. Адана, хореография Ж. Коралли, Ж. Перро, редакция М. Петипа
- 1952 — Кот в сапогах, «Спящая красавица» П. Чайковского, хореография М. Петипа, редакция К. Сергеева
- 1954 — Паяц и Китайский танец, «Щелкунчик» П. Чайковского, хореография В. Вайнонена
- 1955 — «Тарас Бульба» В. Соловьёва-Седого, хореография Б. Фенстер — Петро
- 1956 — Ретиарий, «Спартак» А. Хачатуряна, хореография Л. Якобсона (первый исполнитель партии)
- 1957 — Северьян, «Каменный цветок» С. Прокофьева в собственной постановке[5]

## Постановки

#### Ленинградский театр оперы и балета имени С. М. Кирова
- 1953 — танцы в опере Н. Римского-Корсакова «Садко»
- 1954 — танцы в опере Дж. Верди «Риголетто»
- 1957 — «Каменный цветок» С. Прокофьева[5]
- 1957 — танцы в опере Т. Хренникова «Мать»
- 1959 — танцы в опере А. Дворжака «Большая любовь» («Русалка»)
- 1959 — танцы в опере В. Рубина «Три толстяка»
- 1961 — «Легенда о любви» А. Меликова[5]
- 1994 — «Раймонда» А. Глазунова[источник не указан 3284 дня]

#### Новосибирский театр оперы и балета
- 1959 — «Каменный цветок» С. Прокофьева[5]
- 1961 — «Легенда о любви» А. Меликова[5]
- 1962 — «Лебединое озеро» П. Чайковского
- 1977 — «Спартак» А. Хачатуряна (2011 — возобновление)

#### Большой театр
Оригинальные балеты
- 1959 — «Каменный цветок» С. Прокофьева[5]
- 1965 — «Легенда о любви» А. Меликова (возобновления — 2002 и 2014)
- 1966 — «Щелкунчик» П. Чайковского
- 1968 — «Спартак» А. Хачатуряна
- 1975 — «Иван Грозный» на музыку С. Прокофьева (возобновление — 2012)
- 1976 — «Ангара» А. Эшпая (возобновление — 1987)
- 1979 — «Ромео и Джульетта» С. Прокофьева (возобновление — 2010)
- 1982 — «Золотой век» Д. Шостаковича (возобновления — 1994, 2006 и 2016)

Редакции классических балетов
- 1963 — «Спящая красавица» П. Чайковского, хореография М. Петипа, 2-я редакция — 1973, 3-я редакция — 2011[16]
- 1969 — «Лебединое озеро» П. Чайковского, хореография М. Петипа и Л. Иванова, 2-я редакция — 2001
- 1984 — «Раймонда» А. Глазунова, хореография М. Петипа, возобновление — 2003
- 1987 — «Жизель» А. Адана, хореография Ж. Коралли, Ж. Перро и М. Петипа
- 1991 — «Баядерка» Л. Минкуса, хореография М. Петипа, В. Чабукиани, Н. Зубковского и К. Сергеева
- 1994 — «Дон Кихот» Л. Минкуса, хореография А. Горского
- 1994 — «Корсар» А. Адана, хореография М. Петипа

Танцы в операх
- 1964 — «Октябрь» В. Мурадели
- 1972 — «Руслан и Людмила» М. Глинки

#### Краснодарский театр балета
- 1996 — сюита из балета Д. Шостаковича «Золотой век»
- 1997 — «Лебединое озеро» П. Чайковского
- 1997 — «Шопениана» на музыку Ф. Шопена
- 1997 — «Щелкунчик» П. Чайковского
- 1998 — «Раймонда» А. Глазунова
- 1999 — «Дон Кихот» Л. Минкуса
- 2000 — «Спартак» А. Хачатуряна
- 2000 — «Ромео и Джульетта» С. Прокофьева
- 2002 — «Золотой век» Д. Шостаковича
- 2002 — «Тщетная предосторожность» П. Гертеля
- 2003 — «Баядерка» Л. Минкуса
- 2004 — «Каменный цветок» С. Прокофьева
- 2005 — «Корсар» А. Адана, хореография М. Петипа
- 2006 — «Легенда о любви» А. Меликова
- 2006 — «Иван Грозный» на музыку С. Прокофьева
- 2007 — «Жизель» А. Адана
- 2008 — «Спящая красавица» П. Чайковского
- 2013 — «Коппелия» Л. Делиба, новая хореографическая редакция

#### В других театрах
В хронологическом порядке:
- 1955 — «Вальс-фантазия» М. Глинки — Ленинградское хореографическое училище
- 1958 — танцы в опере А. Даргомыжского «Эсмеральда» — Ленинградский Малый театр оперы и балета
- 1961 — «Каменный цветок» С. Прокофьева — Театр оперы и балета «Эстония»[5]
- 1962 — «Каменный цветок» С. Прокофьева — Шведская королевская опера
- 1962 — «Легенда о любви» А. Меликова — Азербайджанский театр оперы и балета имени М. Ф. Ахундова
- 1963 — «Легенда о любви» А. Меликова — Национальный театр, Прага
- 1965 — «Каменный цветок» С. Прокофьева — Софийская народная опера
- 1973 — «Щелкунчик» П. Чайковского — Венская государственная опера
- 1976 — «Иван Грозный» на музыку С. Прокофьева — Парижская опера, 2-я редакция — 2003
- 1978 — «Ромео и Джульетта» С. Прокофьева — Парижская опера
- 1981 — «Жизель» А. Адана — Государственный театр оперы и балета Анкары[тур.], Турция
- 1981 — «Лебединое озеро» П. Чайковского — Римский оперный театр, возобновление — 1999
- 1983 — «Дон Кихот» Л. Минкуса — Датский королевский балет
- 1985 — «Щелкунчик» П. Чайковского — Финский национальный балет
- 1989 — «Раймонда» А. Глазунова — «Ла Скала», Милан
- 1990 — «Щелкунчик» П. Чайковского — Софийская народная опера
- 1992 — «Жизель» А. Адана — Софийская народная опера
- 1993 — «Тщетная предосторожность» П. Гертеля — Башкирский театр оперы и балета, Уфа
- 1995 — хореографическая сюита «Полтавский бой» в опере «Мазепа» П. Чайковского — Большой театр, Варшава
- 1995 — «Дон Кихот» Л. Минкуса — Башкирский театр оперы и балета, Уфа
- 1995 — «Щелкунчик» П. Чайковского — Башкирский театр оперы и балета, Уфа
- 1995 — «Лебединое озеро» П. Чайковского — Башкирский театр оперы и балета, Уфа
- 1996 — «Спящая красавица» П. Чайковского — Большой театр, Варшава
- 1997 — «Раймонда» А. Глазунова — Большой театр Республики Беларусь
- 1997 — «Легенда о любви» А. Меликова — Екатеринбургский театр оперы и балета
- 1998 — «Щелкунчик» П. Чайковского — Национальный театр оперы и балета Республики Молдова
- 1998 — «Щелкунчик» П. Чайковского — Национальный театр, Прага
- 1999 — «Ромео и Джульетта» С. Прокофьева — «Кремлёвский балет»
- 1999 — «Щелкунчик» П. Чайковского — Грузинский театр оперы и балета им. Палиашвили
- 1999 — «Лебединое озеро» П. Чайковского — Театр оперы и балета имени Д. К. Сивцева – Суоруна Омоллоона, Якутск
- 2000 — «Легенда о любви» А. Меликова — Стамбульская опера, Турция
- 2000 — «Спартак» А. Хачатуряна — Римский оперный театр
- 2000 — «Щелкунчик» П. Чайковского — Корейский национальный балет[кор.], Сеул
- 2001 — «Щелкунчик» П. Чайковского — Стамбульская опера, Турция
- 2001 — «Лебединое озеро» П. Чайковского — Корейский национальный балет, Сеул
- 2001 — «Раймонда» А. Глазунова — Национальный театр, Прага
- 2001 — «Спартак» А. Хачатуряна — Корейский национальный балет, Сеул
- 2001 — «Иван Грозный» на музыку С. Прокофьева — «Кремлёвский балет»
- 2004 — «Ромео и Джульетта» С. Прокофьева — Театр оперы и балета имени Д. К. Сивцева — Суоруна Омоллоона, Якутск
- 2007 — «Корсар» А. Адана — «Кремлёвский балет»
- 2007 — «Спартак» А. Хачатуряна — Красноярский театр оперы и балета
- 2007 — «Легенда о любви» А. Меликова — Казахский национальный театр оперы и балета имени Абая
- 2008 — «Ромео и Джульетта» С. Прокофьева — Корейский национальный балет, Сеул
- 2008 — «Каменный цветок» С. Прокофьева — Московский музыкальный театр имени К. С. Станиславского и Вл. И. Немировича-Данченко (новая редакция)
- 2009 — «Спартак» А. Хачатуряна — Армянский театр оперы и балета имени А. А. Спендиарова
- 2009 — «Тщетная предосторожность» П. Гертеля — Московская академия хореографии (на сцене Большого театра)
- 2010 — «Раймонда» А. Глазунова — Корейский национальный балет, Сеул
- 2010 — «Ромео и Джульетта» С. Прокофьева — Казахский национальный театр оперы и балета имени Абая
- 2012 — «Корсар» А. Адана — Башкирский театр оперы и балета, Уфа
- 2012 — «Каменный цветок» С. Прокофьева — Красноярский театр оперы и балета
- 2013 — «Спартак» А. Хачатуряна — Башкирский театр оперы и балета, Уфа
- 2013 — «Спящая красавица» П. Чайковского — Астана Опера, Казахстан
- 2014 — «Щелкунчик» П. Чайковского — Астана Опера, Казахстан
- 2014 — «Спартак» А. Хачатуряна — Астана Опера, Казахстан
- 2016 — «Спартак» А. Хачатуряна — Баварский государственный балет (Мюнхен)
- 2017 — «Спартак» А. Хачатуряна — Королевский балет Фландрии[нидерл.] (Антверпен)

## Фильмография
- 1970 — Балетмейстер Юрий Григорович (документальный; режиссёр Ю. Альдохин) — камео
- 1976 — Грозный век (сценарист и режиссёр совместно с В. Дербенёвым)
- 1978 — Жизнь в танце (документальный) — камео
- 1979 — Размышления о Мравинском (документальный) — камео
- 1987 — Балет от первого лица (документальный; режиссёр Ю. Альдохин) — камео
- 1987 — Балетмейстер Юрий Григорович (документальный; режиссёр Ю. Альдохин) — камео
- 1991 — Откровения балетмейстера Фёдора Лопухова (документальный) — камео
- 2009 — Симон Вирсаладзе. Музыка цвета (документальный; режиссёр Н. Тихонов) — камео

## Признание
Государственные награды СССР и Российской Федерации:
Почётные звания и премии

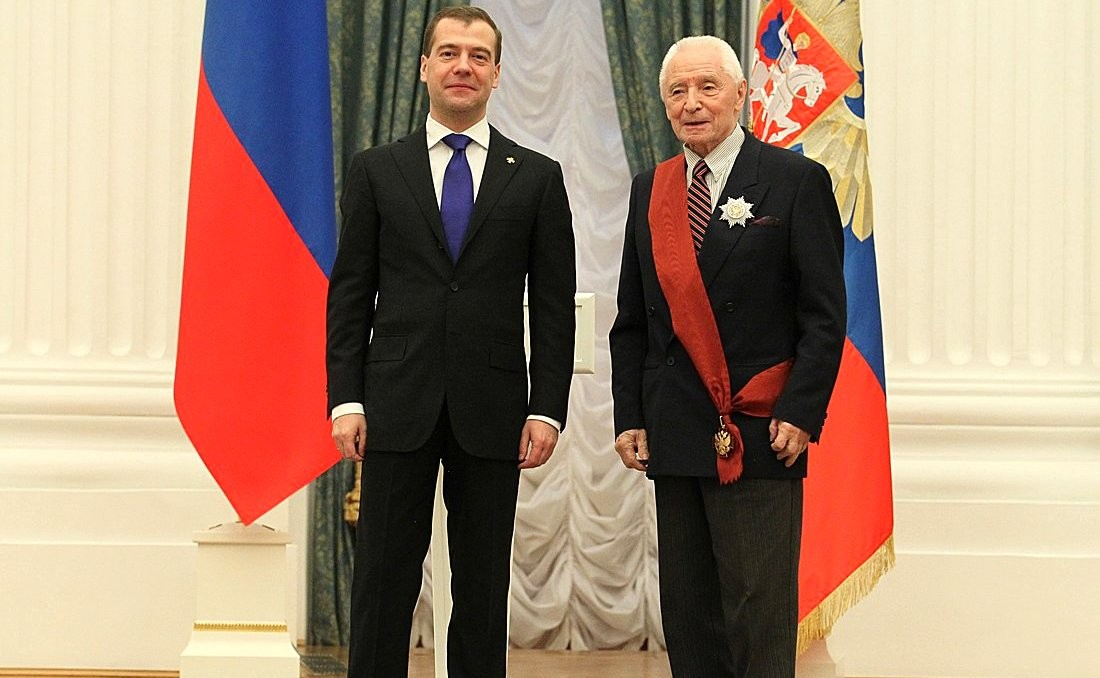
Награждение орденом «За заслуги перед Отечеством» I степени, 29 декабря 2011 года

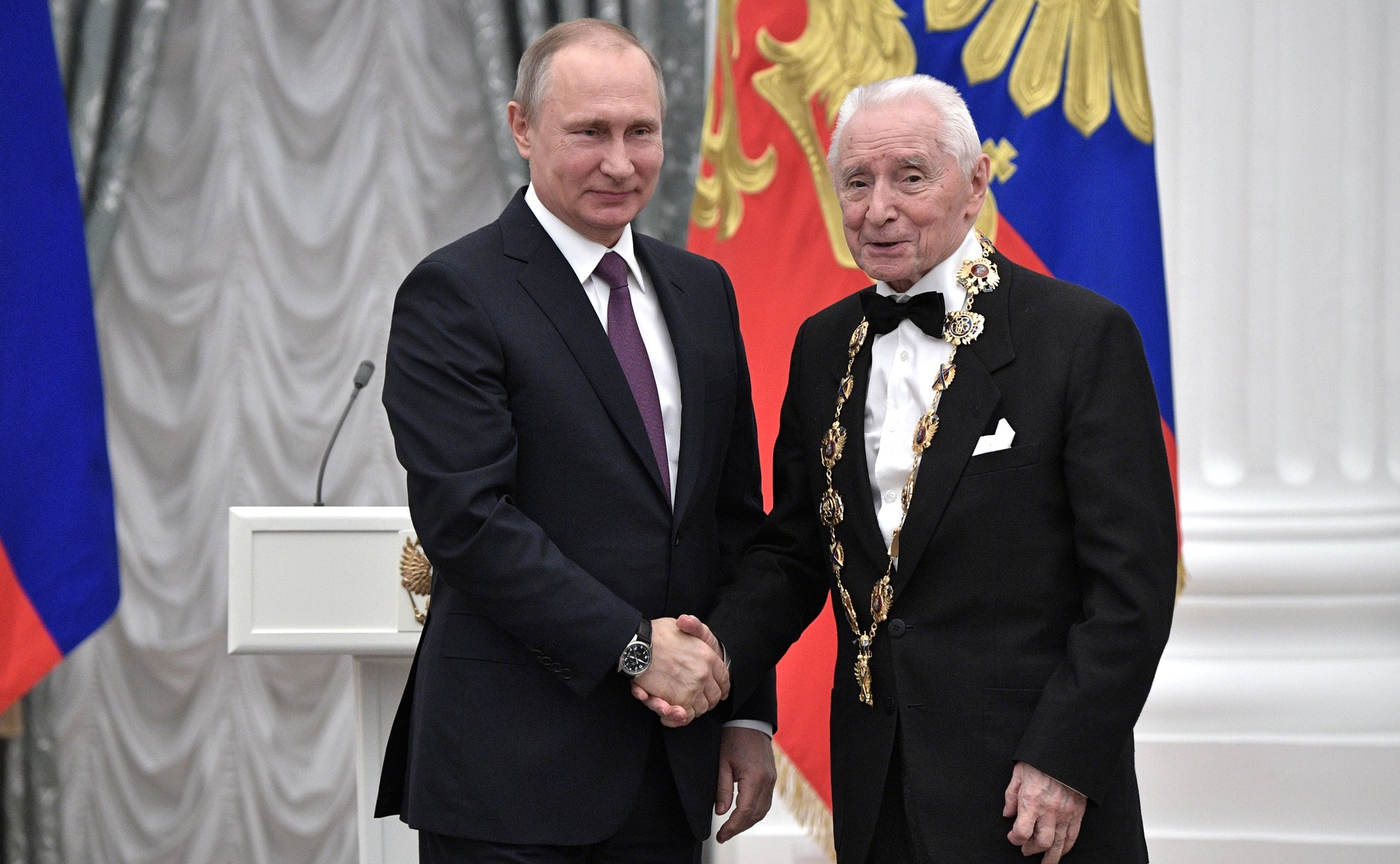
Награждение орденом святого апостола Андрея Первозванного, 24 мая 2017 года

- Заслуженный артист РСФСР (1957)[5];
- Народный артист РСФСР (24 мая 1966) — за заслуги в области советского искусства[17];
- Ленинская премия (1970) — за постановку балета «Спартак» А. И. Хачатуряна на сцене ГАБТ СССР[4];
- Народный артист СССР (13 апреля 1973) — за большие достижения в развитии советского хореографического искусства[18];
- Государственная премия СССР (1977)[19] — за постановку балета «Ангара» А. Я. Эшпая на сцене ГАБТ СССР[источник не указан 724 дня];
- Народный артист Узбекской ССР (1981)[источник не указан 724 дня];
- Государственная премия Узбекской ССР имени Хамзы (1983) — за художественное руководство постановкой балета «Индийская поэма» У. Мусаева на сцене ГАБТ имени А. Навои[20];
- Государственная премия СССР (1985)[19] — за создание художественно-спортивных программ XII Всемирного фестиваля молодёжи и студентов в Москве[источник не указан 724 дня];
- Герой Социалистического Труда (31 декабря 1986) — за большие заслуги в развитии советского хореографического искусства и в связи с шестидесятилетием со дня рождения[21];
- Государственная премия Российской Федерации в области литературы и искусства 2016 года (7 июня 2017) — за выдающийся вклад в развитие отечественного и мирового хореографического искусства[22].

Ордена и медали
- медаль «В память 250-летия Ленинграда» (1957)[источник не указан 724 дня];
- Юбилейная медаль «За доблестный труд. В ознаменование 100-летия со дня рождения Владимира Ильича Ленина» (1970)[источник не указан 724 дня];
- орден Ленина (25 мая 1976), (31 декабря 1986) — за заслуги в развитии советского музыкального и хореографического искусства и в связи с 200-летием Государственного академического Большого театра СССР[23];
- орден Октябрьской Революции (1981) — за заслуги в развитии советской культуры, литературы, искусства, активное участие в коммунистическом воспитании трудящихся и успешное выполнение заданий десятого пятилетнего плана[24];
- орден Ленина (31 декабря 1986) — за большие заслуги в развитии советского хореографического искусства и в связи с шестидесятилетием со дня рождения[21];
- медаль «В память 850-летия Москвы» (1997)[источник не указан 724 дня];
- орден «За заслуги перед Отечеством» III степени (27 апреля 2002) — за выдающийся вклад в развитие хореографического искусства[25];
- орден «За заслуги перед Отечеством» II степени (27 июля 2007) — за выдающийся вклад в развитие отечественного и мирового хореографического искусства, многолетнюю творческую деятельность[26];
- орден «За заслуги перед Отечеством» I степени (17 декабря 2011) — за выдающийся вклад в развитие отечественной культуры и хореографического искусства, многолетнюю творческую деятельность[27];
- орден Святого апостола Андрея Первозванного (26 января 2017) — за выдающийся вклад в развитие отечественной культуры и мирового хореографического искусства, многолетнюю творческую деятельность[28].

Другие награды, премии, поощрения и общественное признание:
Награды других государств
- орден науки и искусства Республики Египет (1959, Египет)[источник не указан 724 дня];
- Премия Сергея Дягилева Парижской академии танца (1969)[источник не указан 724 дня];
- медаль «100 лет Освобождения Болгарии от османского рабства» (1970)[источник не указан 724 дня];
- III премия Международного конкурса балетмейстеров и артистов балета в Токио (1976)[источник не указан 724 дня];
- орден «Кирилл и Мефодий» I степени (1977, Болгария)[19];
- Почётный гражданин Варны (1980)[источник не указан 724 дня];
- орден Народной Республики Болгария I степени (1987, Болгария)[19];
- Заслуженный деятель Казахстана (1995)[источник не указан 724 дня];
- медаль Вацлава Нижинского Министерства культуры Польши (1997)[источник не указан 724 дня];
- Нагрудный знак Знак пошаны («Знак почёта») (Киевский городской совет, Украина, 2002)[источник не указан 724 дня];
- орден «За заслуги» ІІІ степени (19 апреля 2004, Украина) — за весомый личный вклад в развитие культурных связей между Украиной и Российской Федерацией, многолетнюю плодотворную творческую деятельность[29];
- медаль Национальной оперы Украины к 100-летию Сержа Лифаря (2004)[источник не указан 724 дня];
- Почётный знак Министерства культуры и искусства Украины «За личный вклад в развитие искусства» (2004)[источник не указан 724 дня];
- орден «Достык» II степени (12 декабря 2005, Казахстан) — за заслуги перед государством, активную общественную деятельность, значительный вклад в социально-экономическое и культурное развитие страны, укрепление дружбы и сотрудничества между народами[30];
- орден Франциска Скорины (28 декабря 2007, Белоруссия) — за многолетнюю плодотворную работу, высокое профессиональное мастерство, достижение значительных показателей, мужество и отвагу, проявленные при исполнении служебных обязанностей, заслуги в развитии судебного дела, машиностроения, строительной отрасли, здравоохранения, науки и культуры[31];
- орден Почёта (29 декабря 2009, Армения) — за значительный вклад в дело развития культуры, а также высокохудожественную постановку в новой хореографической интерпретации всемирно известного балета Арама Хачатуряна «Спартак» на сцене Национального академического театра оперы и балета им. Ал. Спендиаряна[32][33];
- Международная премия «За искусство танца имени Л. Мясина» (Позитано, Италия, 2013)[34].

Прочие награды
- Народный артист Республики Башкортостан (1996)[источник не указан 724 дня];
- Премия Правительства Российской Федерации имени Фёдора Волкова за вклад в развитие театрального искусства Российской Федерации (20 августа 2002)[35];
- Знак отличия «370 лет Якутия с Россией» (2002)[источник не указан 724 дня];
- Театральная премия «Золотая маска» (2003) — за честь и достоинство[36];
- Почётный гражданин Кубани (2003)[источник не указан 724 дня];
- Знак отличия «Гражданская доблесть» Республики Саха (Якутия) (2003)[источник не указан 724 дня];
- медаль «Герой труда Кубани» (2003)[37];
- театральная премия «Золотой софит» (2005)[38];
- медаль «За честь и доблесть» (2006)[источник не указан 1303 дня];
- премия Л. Э. Нобеля (Фонд Людвига Нобеля, Санкт-Петербург, 2006)[39];
- почётный общественный титул «Человек-эпоха» от жюри премии «Российский национальный Олимп» (2006)[40];
- национальная премия «Россиянин года» (2007) — за многолетнее талантливое служение российскому искусству и создание самобытных художественных образов[41];
- премия «Овация» за 2007 год в номинации «Классический балет» (2008)[42];
- Премия Правительства Российской Федерации (26 декабря 2011) — за постановку балета «Тщетная предосторожность» П. Гертеля на сцене ГАБТ России[43];
- Международная Премия Станиславского (Международный Фонд К. С. Станиславского, 2015)[44];
- памятный знак «Самарский крест» (2017)[45];
- премия «Звезда Содружества» Содружества Независимых Государств (2017)[46];
- медаль «За чистоту помыслов и благородство дел» Следственного комитета РФ (2017)[47].

## Деятели советского балета о Ю. Н. Григоровиче
Когда в 1944 г. я переезжала из родного Ленинграда в Москву, будущий балетмейстер Юрий Григорович ещё не окончил хореографическое училище… Спустя время ленинградцы — Театр имени Кирова — приехали на гастроли в Москву, и я увидела его «Легенду о любви». Балет, который на многие годы предсказал всю философскую, гражданскую позицию тогда молодого, но уже безгранично талантливого балетмейстера Юрия Николаевича Григоровича. Долго ходила я под впечатлением «Легенды», жалела, что уже не танцую..
Галина Уланова

Бывают роли, где нравятся отдельные эпизоды. Здесь, в «Легенде о любви», мне нравится каждый момент сценической жизни Мехменэ. Самые позы, самые движения, их великолепно найденная, подчиненная логике образа последовательность, так выразительны, что их надо только безукоризненно точно выполнить, не допуская никакой отсебятины. Такова вообще хореография этого спектакля, созданная Юрием Григоровичем. Такова его изысканная пластика, вызывающая аналогию с персидскими миниатюрами.
Майя Плисецкая

## Записи спектаклей
В исполнении артистов Большого театра
- 1969 — «Легенда о любви», в ролях — Никита Долгушин, Инна Зубковская, Марина Кондратьева; режиссёр (совм. с А. В. Мачеретом)
- 1970 — «Спартак», в ролях — Владимир Васильев, Екатерина Максимова, Марис Лиепа, Нина Тимофеева
- 1976 — «Лебединое озеро», в ролях — Майя Плисецкая, Александр Богатырёв, Борис Ефимов
- 1977 — «Спартак», в ролях — Владимир Васильев, Наталия Бессмертнова, Марис Лиепа, Нина Тимофеева
- 1978 — «Щелкунчик», в ролях — Владимир Васильев, Екатерина Максимова; режиссёр
- 1979 — «Каменный цветок», в ролях — Владимир Васильев, Екатерина Максимова, Светлана Адырхаева, Владимир Левашёв
- 1979 — «Спартак», в ролях — Владимир Васильев, Екатерина Максимова, Михаил Габович, Татьяна Голикова
- 1983 — «Лебединое озеро», в ролях — Наталия Бессмертнова, Александр Богатырёв, Борис Акимов
- 1983 — «Золотой век», в ролях — Наталия Бессмертнова, Ирек Мухамедов, Татьяна Голикова, Гедиминас Таранда
- 1984 — «Спартак», в ролях — Ирек Мухамедов, Наталия Бессмертнова, Михаил Габович, Мария Былова
- 1986 — «Раймонда», в ролях — Людмила Семеняка, Ирек Мухамедов, Гедиминас Таранда
- 1989 — «Спартак», в ролях — Ирек Мухамедов, Людмила Семеняка, Александр Ветров, Мария Былова
- 1989 — «Легенда о любви», в ролях — Ирек Мухамедов, Мария Былова, Алла Михальченко, Гедиминас Таранда
- 1989 — «Каменный цветок», в ролях — Людмила Семеняка, Николай Дорохов, Нина Семизорова, Юрий Ветров
- 1989 — «Раймонда», в ролях — Наталия Бессмертнова, Юрий Васюченко, Гедиминас Таранда
- 1989 — «Жизель», в ролях — Наталия Бессмертнова, Юрий Васюченко, Мария Былова
- 1989 — «Щелкунчик», в ролях — Наталья Архипова, Ирек Мухамедов
- 1989 — «Ромео и Джульетта», в ролях — Ирек Мухамедов, Наталия Бессмертнова, Александр Ветров, Михаил Шарков
- 1989 — «Иван Грозный», в ролях — Ирек Мухамедов, Наталия Бессмертнова, Гедиминас Таранда
- 1989 — «Лебединое озеро», в ролях — Алла Михальченко, Юрий Васюченко, Александр Ветров
- 1989 — «Золотой век», в ролях — Наталия Бессмертнова,
- 1989 — «Спящая красавица», в ролях — Нина Семизорова, Алексей Фадеечев, Нина Сперанская
- 1996 — «Баядерка», в ролях — Надежда Грачёва, Александр Ветров, Мария Былова
- 2001 — «Баядерка», в ролях — Надежда Грачёва, Андрей Уваров, Мария Александрова
- 2002 — «Лебединое озеро», в ролях — Анастасия Волочкова, Евгений Иванченко, Дмитрий Белоголовцев
- 2005 — «Баядерка», в ролях — Светлана Захарова, Игорь Зеленский, Мария Александрова
- 2007 — «Золотой век», в ролях — Анна Антоничева, Денис Матвиенко, Екатерина Крысанова, Ринат Арифулин
- 2008 — «Спартак», в ролях — Карлос Акоста, Нина Капцова, Александр Волчков, Мария Аллаш
- 2010 — «Щелкунчик», в ролях — Артём Овчаренко, Нина Капцова
- 2011 — «Жизель», в ролях — Светлана Лунькина, Дмитрий Гуданов
- 2018 — «Щелкунчик», в ролях — Маргарита Шрайнер, Денис Савин, Семён Чудин

В других театрах[каких?]
- 1991 — «Каменный цветок», в ролях — Александр Гуляев, Анна Поликарпова, Татьяна Терехова, Геннадий Бабанин
- 2004 — «Иван Грозный», в ролях — Николя Ле Риш, Элеонора Аббаньято[итал.], Карл Паке[фр.]